# Церква святого Архистратига Михаїла (Острів)
Церква св. Архистратига Михаїла — чинна дерев'яна церква із дерев'яною ж дзвініцею, пам'ятка архітектури національного значення в селі Острів, Рокитнянський район, Київська область. Парафія належить до Православної церкви України.

## Історичні відомості
За переказами, записаними Л. І. Похилевичем, у с. Острів на початку XVIII ст. існувала невелика однокупольна Свято-Михайлівська церква. Згодом вона згоріла і на її місці було споруджено нову, значно більшу церкву.
Щодо дати побудови даної церкви, джерела подають різні відомості. Клірові відомості (своєрідні літописи, що велися при кожній церкві ХІХ — поч. ХХ ст.) за 1836 р. стверджують, що дата побудови церкви є невідомою — «за давностью».

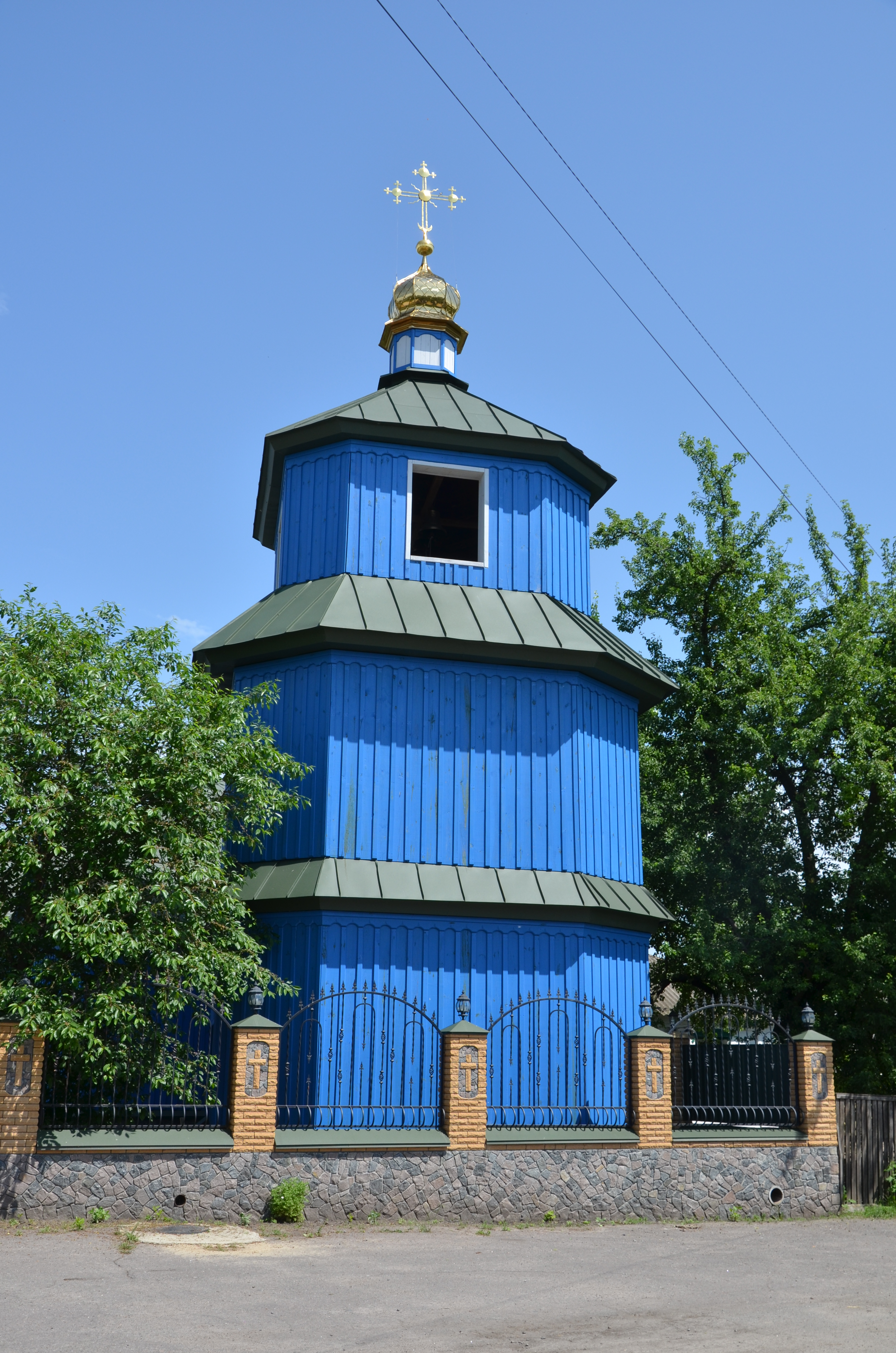
Дзвіниця Михайлівської церкви (дер.), село Острів

Пізніше ж, після проведень досліджень славетного краєзнавця Київщини Л. Похилевича, в аналогічних документах стало вказуватися, що острівська церква споруджена в 1740 р..
Від самого початку побудови він мав три куполи, проте був невеликим. Але в 1864 р. острівські селяни, попросивши благословення тогочасного київського митрополита Арсенія (Москвіна), добудували до церкви ще три приділи, які були відразу ж пофарбовані олійною фарбою.
1804 року поряд із церквою було збудовано дерев'яну дзвіницю. Церква в 1808 році мала понад 1110 парафіян з Острова та присілку Троцького. У 1850 році парафіян налічувалося понад 2150 осіб, а в 1914 р. — 3708 вірних. Церква належала до 4 класу та мала землі 42 десятини (менше 40 га).
Метричні книги, клірові відомості, сповідні розписи церкви св. Михаїла с. Острів Острівської волості Васильківського пов. Київської губ. зберігаються в ЦДІАК України http://cdiak.archives.gov.ua/baza_geog_pok/church/ostr_001.xml

## Архітектура
Церква дерев'яна на кам'яному фундаменті, тризрубна, з невисокими бічними приділами і прибудовами. Композиція будівлі незвична — бані розташовані тільки над бабинцем і вівтарем. На даху над навою встановлена главка. Карниз розділяє нахилені досередини вертикально шальовані стіни дуже високих зрубів на два яруси. В інтер'єрі збереглися розписи ХІХ ст.
Дзвіниця дерев'яна, каркасної конструкції, вертикально шальована, триярусна зовні і двоярусна всередині. Верхній ярус прорізаний отворами-голосниками, під ним дзвіницю оперізує опасання. Верх увінчаний главкою. Судячи з напису на одвірку — це остання традиційна дзвіниця Наддніпрянщини (як вказувалося вище, рік побудови дзвіниці — 1804). До того ж і найвища.
Під час одного з ремонтів у радянський час висоту верхів церкви зменшили. Внаслідок цього верхня частина іконостасу нахилена досередини церкви.

## Світлини

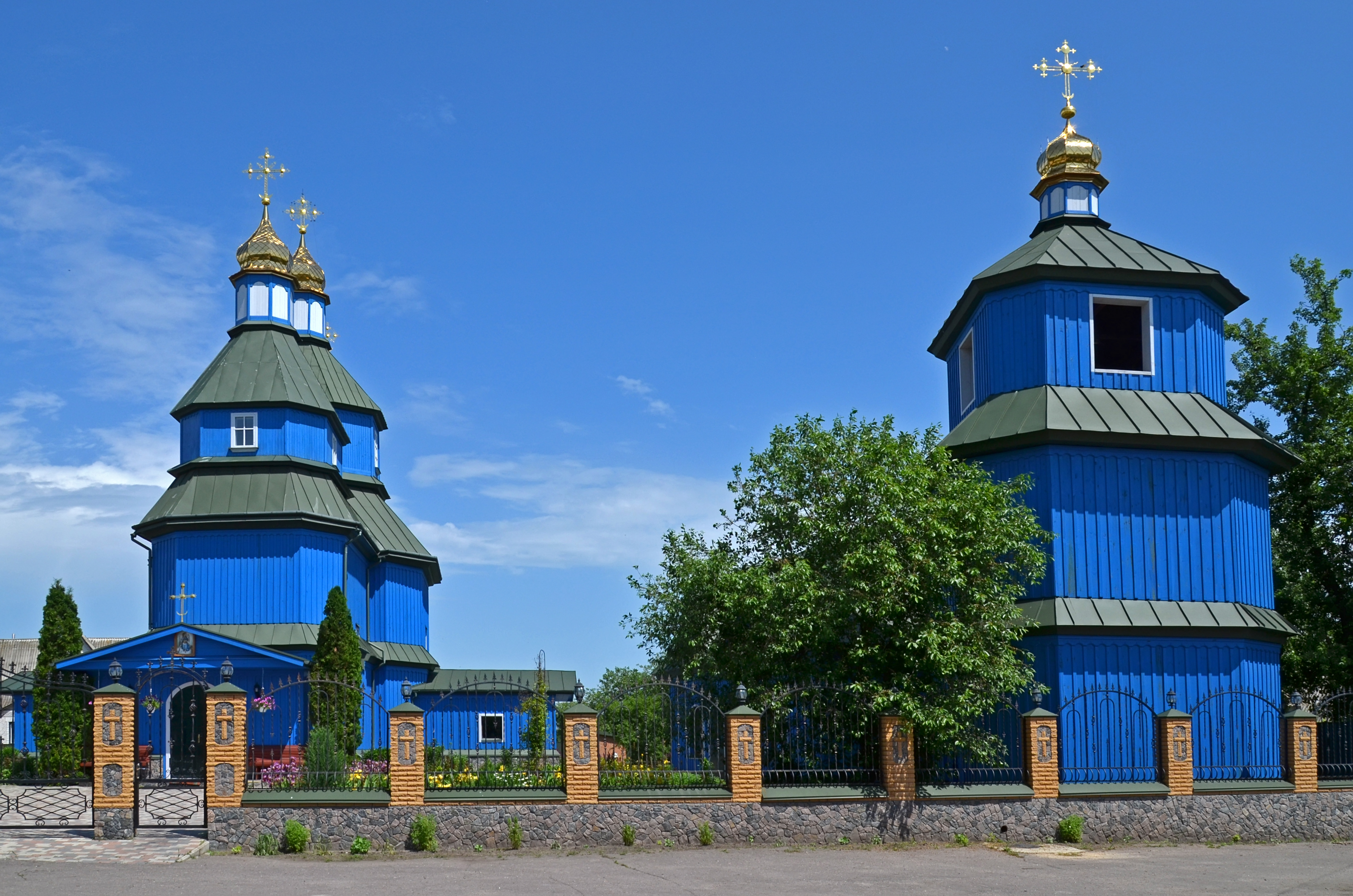
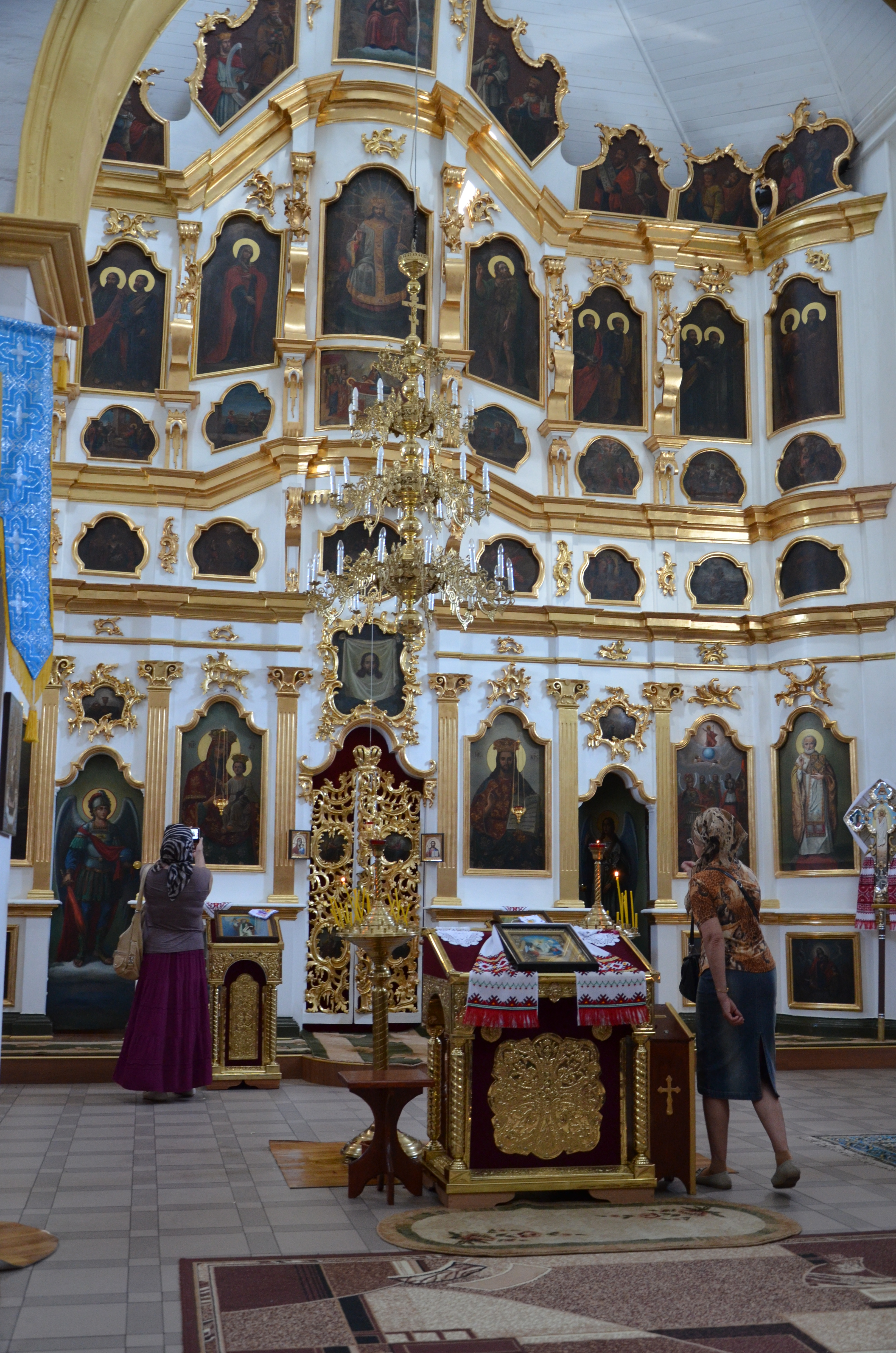
Іконостас Михайлівської церкви
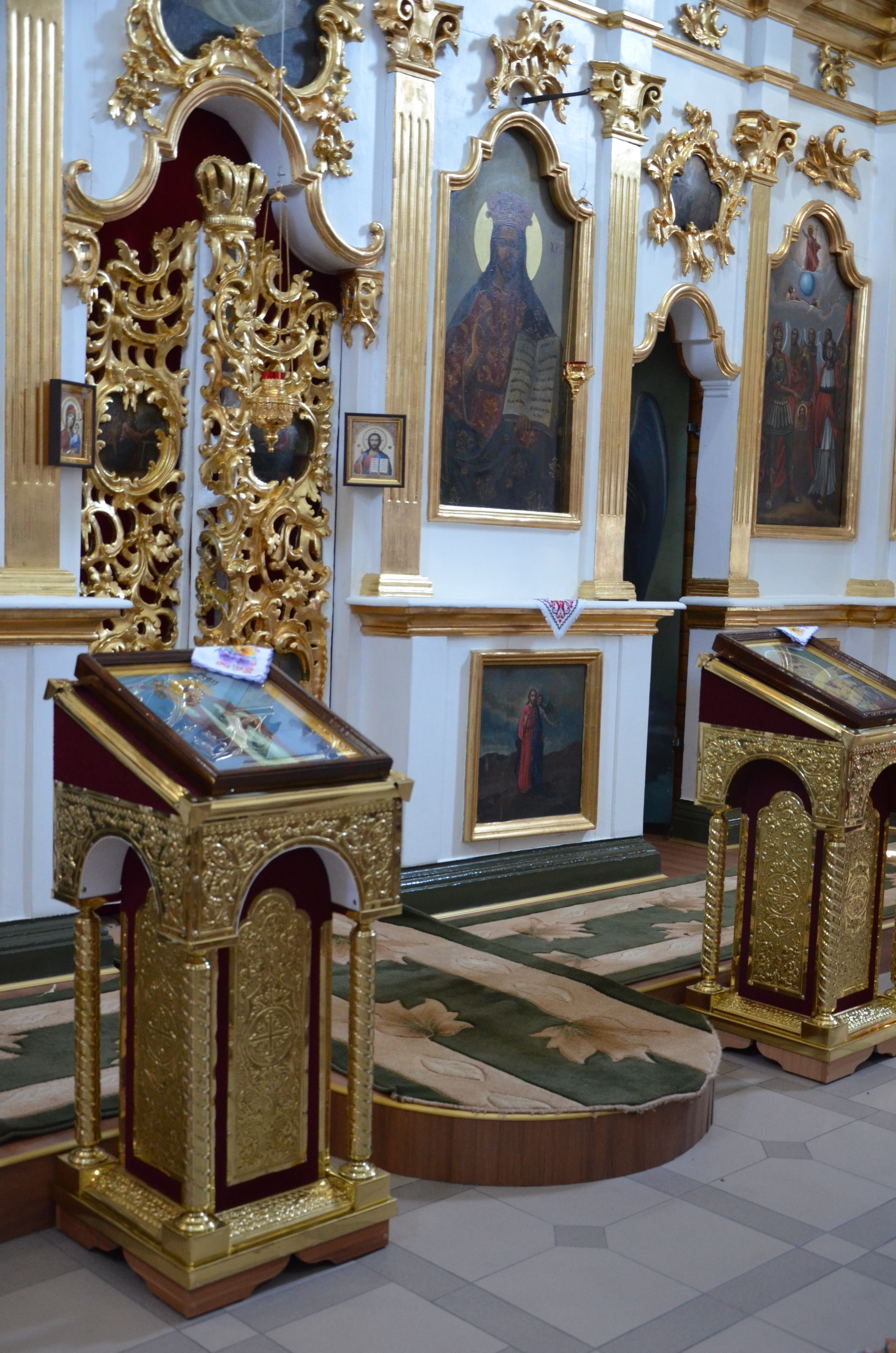